# Antonio López Herranz
José Antonio López Herranz (Madrid, 4 maggio 1913 – Città del Messico, 1º gennaio 1959) è stato un calciatore e allenatore di calcio spagnolo, di ruolo attaccante.

## Palmarès

### Giocatore

#### Competizioni nazionali
- Coppa di Spagna: 1

Real Madrid: 1936

### Allenatore

#### Competizioni nazionali
- Campionato messicano: 2

León: 1951-1952, 1955-1956